# Ku-szou
Ku-szou (Gusou) legendás személy a Kína történeti korszakát megelőző, öt császár korában. Életének részleteiről keveset árulnak el a történeti források, a még legteljesebb értesülések Sze-ma Csien (Sima Qian) művéből, A történetíró feljegyzéseinek, a legendák korát tárgyaló legelső fejezetéből származnak. Ezek szerint Csiao-niu (Qiaoniu) a Sárga Császárnak, fiatalabbik fiatalabbik fia, Csang-ji (Changyi) révén egyenesági leszármazottja. Az apja Csiao-niu (Qiaoniu) volt. Fia pedig  a konfuciánus hagyományban példaértékűnek tartott Sun (Shun) császár.
A „nagy történetíró” Sun (Shun) császár kapcsán a következő részleteket árulja el apjáról, Ku-szou (Gusou)ról:

„Sun (Shun) apja, Ku-szou (Gusou) vak volt, az anyja pedig meghalt. Ku-szou (Gusou) újból megnősült, ám volt egy fia, a felettébb gőgös Hsziang (Xiang) 象 („Elefánt”). Ku-szou (Gusou) szerette a második asszonyát, aki minduntalan végezni akart Sun (Shun)nal, aki ezért inkább kerülte őt. Bármilyen csekély hibát vétett is, megbüntették érte, ám ő ennek ellenére napról-napra engedelmesen szolgálta atyját, mostohaanyját és féltestvérét, és soha nem volt hanyag.”

Egy másik részletből azonban az derül ki, hogy nem csupán Ku-szou (Gusou) új asszonya, hanem ő maga is többször az életére tört fiának, a későbbi Sun (Shun) császárnak:

„Ku-szou (Gusou) újfent megpróbált végezni Sun (Shun)nal: felküldte a zsúptetőre, amit aztán alulról meggyújtott. Sun (Shun)nak azonban két bambuszkalappal sikerült megvédenie magát a tűztől, s leereszkedett. Így végül életben maradt és elmenekült. Később Ku-szou (Gusou) egy kutat ásatott vele. Sun (Shun) elkezdte kiásni a kutat, de annak oldalába egy titkos oldaljáratot is ásott. Amikor Sun (Shun) már mélyen járt a kútgödörbe, Ku-szou (Gusou) és Hsziang (Xiang) betemették azt. Sun (Shun) azonban a titkos oldalsó alagúton ki tudott menekülni. Ku-szou (Gusou) és Hsziang (Xiang) örvendeztek, hogy Sun (Shun) végre meghalt...”